# La Granada de Riotinto
La Granada de Riotinto, también denominado La Granada de Río-Tinto, es un municipio español situado en la provincia de Huelva, comunidad autónoma de Andalucía. El municipio cuenta con una población de 244 habitantes (INE 2024). Su extensión es de 44,7 km² y tiene una densidad de 5,2 hab./km². Se encuentra situado a una altitud de 437 m y a unos 90 km de la capital de provincia, Huelva. Así mismo, forma parte de la comarca de la Cuenca Minera.

## Historia
Los testimonios históricos acerca de La Granada de Riotinto son escasos con anterioridad al siglo XVIII, lo que en parte se debe a la poca entidad que tenía por entonces la localidad como una mera aldea dependiente del Cabildo de Aracena. En la Edad Contemporánea el municipio estuvo estrechamente ligado a la actividad de la cuenca minera de Riotinto-Nerva, especialmente tras la llegada a la zona de la británica Rio Tinto Company Limited y la expansión de los trabajos en la zona. Durante los siglos XIX y XX muchos de sus habitantes trabajaron en la minería. Desde la década de 1970, a raíz del declive económico que experimento la cuenca minera, se produjo un éxodo de población a la ciudad que afectó singularmente a la demografía del municipio.
Hasta la reforma de la nomenclatura municipal de 1916 el municipio se llamaba simplemente La Granada. En dicha fecha su nombre fue modificado por el de La Granada de Río Tinto.

## Demografía
La Granada de Río-Tinto cuenta con una población de 244 habitantes (INE 2024).
| Gráfica de evolución demográfica de La Granada de Río-Tinto entre 1842 y 2021                                       |
| |
| Población de derecho según los censos de población del INE Población de hecho según los censos de población del INE |

## Administración y política

### Alcaldía
El actual alcalde de la Granada de Riotinto, es José Justo Martín Pizarro, del Partido Socialista Obrero Español. Gana las elecciones municipales de 2011, en las listas de Izquierda Unida, y desde entonces se ha mantenido en el poder. Cuatro meses antes de las elecciones de 2019, el alcalde y sus cuatro concejales abandonan Izquierda Unida y se pasan al grupo socialista, provocando descontento dentro del partido.  Desde entonces, ha ganado las elecciones de 2019 y 2023 en las listas socialistas. 
| Periodo   | Nombre                                             | Partido |
| --------- | -------------------------------------------------- | ------- |
| 1979-1983 | José Sánchez Barrera Felipe Martín Delgado         | UCD     |
| 1983-1987 | Ángel Bueno Ureta                                  | PSOE    |
| 1987-1991 | Ángel Bueno Ureta                                  | PSOE    |
| 1991-1995 | Leopoldo Domínguez Domínguez Manuel Vázquez Moreno | PSOE PP |
| 1995-1999 | Ángel Bueno Arroyo                                 | PSOE    |
| 1999-2003 | Salud del Carmen Moreno Ortega                     | PP      |
| 2003-2007 | Salud del Carmen Moreno Ortega                     | PP      |
| 2007-2011 | Rocío Luis Estévez                                 | PSOE    |
| 2011-2015 | José Justo Martín Pizarro                          | IULV-CA |
| 2015-2019 | José Justo Martín Pizarro                          | IULV-CA |
| 2019-2023 | José Justo Martín Pizarro                          | PSOE    |
| 2023-act. | José Justo Martín Pizarro                          | PSOE    |

## Economía
En las últimas décadas la ganadería ha venido constituyendo uno de los motores de la economía del municipio, especialmente los sectores porcino y caprino, que cuentan con un número de cabezas superior al de la media provincial. Así mismo, la agricultura también tiene un peso importante.

## Patrimonio histórico
- Iglesia de Nuestra Señora de la Granada (siglo XVIII)